# Liste der Baudenkmäler in Starnberg

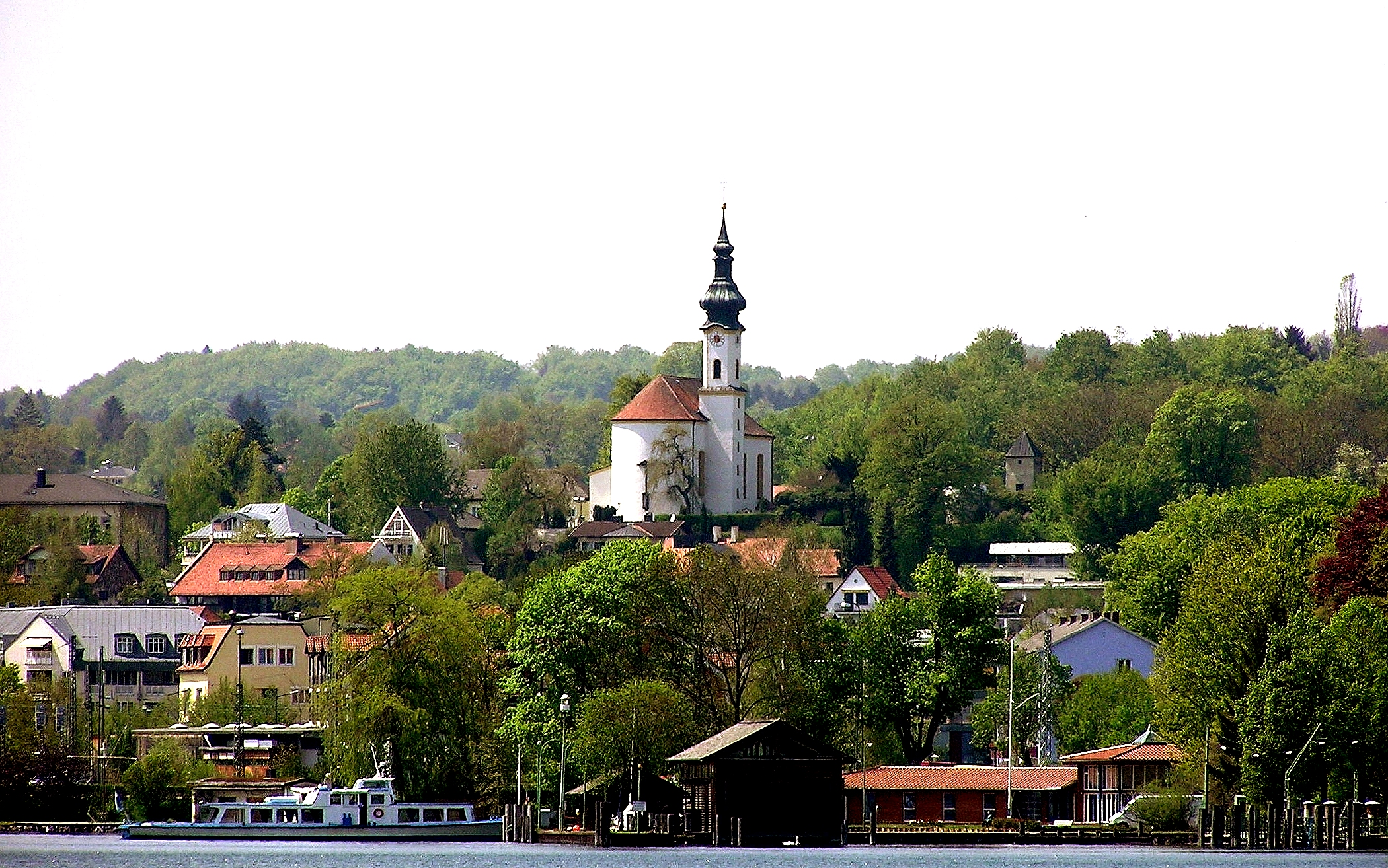
Blick auf das Stadtzentrum und die Kirche St. Josef

Auf dieser Seite sind die Baudenkmäler in der oberbayerischen Stadt Starnberg zusammengestellt. Diese Tabelle ist eine Teilliste der Liste der Baudenkmäler in Bayern. Grundlage ist die Bayerische Denkmalliste, die auf Basis des Bayerischen Denkmalschutzgesetzes vom 1. Oktober 1973 erstmals erstellt wurde und seither durch das Bayerische Landesamt für Denkmalpflege geführt wird. Die folgenden Angaben ersetzen nicht die rechtsverbindliche Auskunft der Denkmalschutzbehörde.

## Baudenkmäler nach Gemeindeteilen

### Starnberg
| Lage                                                                     | Objekt                                                  | Beschreibung | Akten-Nr.      | Bild                                               |
| ------------------------------------------------------------------------ | ------------------------------------------------------- | --- | -------------- | -------------------------------------------------- |
| Achheimstraße (Standort)                                                 | Marienbrunnen                                           | Entwurf von Friedrich Grombach, Relief von Michael Rauscher, 1912. (Zur Geschichte des Brunnens) | D-1-88-139-2   | weitere Bilder                                     |
| Achheimstraße 8 (Standort)                                               | Ehemalige Etagenvilla und Gaststätte ("Wigwam", "1893") | Dreigeschossiger, steilaufragender Eckbau, mit Kreuzgiebeldächern, Gauben und offenem Dachreiter, Fassaden mit Putzgliederungen, Zierbund und -fachwerk, hölzernen Balkonen und Loggien, von Georg Meister, 1893. | D-1-88-139-127 | weitere Bilder                                     |
| Am Fuchsengraben 3 (Standort)                                            | Villa Obermayer                                         | Zweigeschossiger Satteldachbau mit Zwerchhausrisalit, verbrettertem Mezzanin und weit vorkragendem Dach, giebelseitig Balkone und Hochlaube, von Andreas Fischhaber, 1909. | D-1-88-139-128 | weitere Bilder                                     |
| Bahnhofplatz 5 (Standort)                                                | Empfangsgebäude des Bahnhofs                            | Langgestreckter Trakt mit seitlichen Anbauten, Flachwalmdach, Fassadengliederung im Maximiliansstil, offene Vorhalle über Gusseisensäulen, Königssalon mit Holzvertäfelung, 1855, erweitert 1868; gusseiserne Säulen der Bahnsteigbedachungen, zeitgleich. (Zur Geschichte des Bahnhofs) | D-1-88-139-3   | weitere Bilder                                     |
| Bahnhofplatz 12 (Standort)                                               | Hotel Bayerischer Hof                                   | Stattlicher dreigeschossiger Satteldachbau mit Mittelrisalit, um 1875 traufseitig über Terrassenvorbau mit Freitreppe in städtebaulich wichtiger Lage errichtet, 1901 südliche Erweiterung mit Hochterrasse und Balkonen; mit Brunnenrondell, östlich davor; westlich Nebengebäude, zweigeschossiger Satteldachbau mit Balkon, um 1875. | D-1-88-139-163 | weitere Bilder                                     |
| Bahnhofplatz 14 (Standort)                                               | Villa Bayerlein                                         | Ehemalige Villa Bayerlein, später Oberschule, jetzt Volkshochschule Starnberg, zweigeschossiger Mansardwalmdachbau über hohem Sockelgeschoss, mit Balkonvorbau, von Stephan Stadelbauer, 1923; Garage, eingeschossiger Satteldachbau; Einfriedung; um 1923. | D-1-88-139-185 | Villa Bayerlein                                    |
| Dampfschiffstraße 1 (Standort)                                           | Villa Wiedemann                                         | Etagen-Villa, dreigeschossiger Walmdachbau mit Eckturmpavillon und eisernen Balkons, in Formen der Neurenaissance, 1892, Erweiterung nördlich von Mathias Wannerstorfer, 1903; eiserner Gartenzaun. | D-1-88-139-4   | weitere Bilder                                     |
| Dampfschiffstraße 6 (Standort)                                           | Club- und Bootshaus des Münchener Ruder-Clubs           | zweigeschossiger, später holzverkleideter Flachsatteldachbau mit Fachwerkobergeschoss, Risalit, Lauben und Doppelturmfassade, 1883/84, Verputz des Fachwerks und Schließung der Belvederetürme, um 1900, im Inneren teilweise erneuert; Wandbrunnen aus Marmor, um 1900; Gedenktafeln für die Verstorbenen des Ersten und Zweiten Weltkriegs, um 1920 und um 1950; mit Ausstattung (Umkleideschränke). | D-1-88-139-209 | weitere Bilder                                     |
| Giselastraße 3 (Standort)                                                | Villa Jahn                                              | Zweigeschossiger Halbwalmdachbau mit abgeschleppten Dächern, Balkons und Eckerkern, von Rudolf Jahn für sich selbst erbaut, 1907. | D-1-88-139-132 | Villa Jahn                                         |
| Giselastraße 6 (Standort)                                                | Villa Höss                                              | Dreigeschossiger Bau mit flachem Halbwalmdach, drei- und zweigeschossigen Standerkern und dreigeschossigem Anbau mit Giebel und Pultdach, im Formen des späten Historismus, von Adolf Hirt, 1897-1898. | D-1-88-139-216 | Villa Höss                                         |
| Hanfelder Straße 4 (Standort)                                            | Wohn- und Geschäftshaus Rieser-Haus                     | Zweigeschossiger Mansardwalmdachbau, Fassade mit reicher Neurenaissance-Putzgliederung und Eisenbalkons, Mittelrisalit mit geschwungenem Giebel, 1891. | D-1-88-139-133 | weitere Bilder                                     |
| Hanfelder Straße 9 (Standort)                                            | Wohnhaus Villa Woerle                                   | Zweigeschossiger Mansarddachbau mit Neurenaissance-Fassade und erkerartigem Vorbau, für Steinmetzmeister Johann Woerle, von Architekt Adolf Hirth, 1897. | D-1-88-139-5   | WohnhausVilla Woerle                               |
| Hanfelder Straße 11 (Standort)                                           | Wohnhaus Villa Rieder                                   | Villenartiger zweigeschossiger Eckbau, zwei asymmetrische Giebelrisalite, Neurenaissance-Fassade mit Putz- und Backsteingliederungen, Veranden, farbige Jugendstilfenstergläser; erbaut für Schlossermeister Josef Rieder 1899/1900. | D-1-88-139-6   | weitere Bilder                                     |
| Hanfelder Straße 18 (Standort)                                           | Kruzifix                                                | Gehäuse mit reichen Laubsägeornamenten, 19. Jahrhundert | D-1-88-139-134 | Kruzifix                                           |
| Hanfelder Straße 33 (Standort)                                           | Villa Dürr                                              | Zweigeschossiger Walmdachbau mit Zwerchhaus und eingezogenen Loggien, von Andreas Fischhaber, 1924. | D-1-88-139-135 | BW                                                 |
| Hanfelder Straße 46 (Standort)                                           | Friedhof                                                | Anlage des späten 19. Jahrhunderts; mit Grabdenkmälern des 19./20. Jahrhunderts. | D-1-88-139-8   | weitere Bilder                                     |
| Hanfelder Straße 56 (Standort)                                           | Villa Kirschner                                         | Zweigeschossiger Satteldachbau, mit Treppengiebeln, Stiegenhausturm, Altanen und Erkerausbauten, historistisch, von Architekt L. Stadler um 1895; eingeschossige Remise mit verbrettertem Kniestock und Satteldach, um 1900. | D-1-88-139-9   | BW                                                 |
| Hanfelder Straße 75, Hanfelder Straße 77, Hanfelder Straße 79 (Standort) | Villa Sonnenhof                                         | Ehemalige Villa Graf Bernstorff, auf weitläufigem Grundstück, gebaut für Julius Böhler, ab 1912: Villa, zweigeschossiger Walmdachbau mit Belvedere, konvexem Mittelrisalit, seitlichen Flügeln und Terrasse, neuklassizistisch, von Hans Noris, 1912; zugehörig ehemaliges Verwalterhaus, ehemalige Wirtschafts- und Stallbauten, große Toreinfahrt, barockisierend und neuklassizistisch, von Hans Noris, 1920; große Parkanlage, vor der Westseite der Villa große, das Gartenparterre einfassende Stützmauer mit Nischen und Freitreppe.       | D-1-88-139-7   | Villa Sonnenhof                                    |
| Hauptstraße 7 (Standort)                                                 | Wohn- und Geschäftshaus Pfister-Haus                    | Dreigeschossiger Satteldachbau mit Mezzanin, mit Neurenaissance-Fassadengliederung, Erdgeschoss 1823, Obergeschosse und Mezzaningeschoss von Andreas Fischhaber, 1896; Schaufenster, Ladeneingang und Firmenschild, 1896. | D-1-88-139-10  | weitere Bilder                                     |
| Hauptstraße 25 (Standort)                                                | Wohn- und Geschäftshaus Ehem. Kaufhaus Biller           | Zweigeschossiger Putzbau, traufseitig mit vorstehendem Satteldach, originale Schaufenster und Ladeneingang mit Vortreppe, um 1860, mit transferierter klassizistischer Ladenausstattung aus der Zeit um 1805. (Zur Geschichte des Hauses) | D-1-88-139-11  | weitere Bilder                                     |
| Heinrich-Wieland-Straße 1 (Standort)                                     | Villa Kastrup (vor Umbau Villa Fiebelkorn)              | Zweigeschossiger Walmdachbau mit Zwerchhäusern, offener Veranda mit Altane, vorgebautem Wintergarten, von Joseph Heldmann, 1910. | D-1-88-139-137 | Villa Kastrup (vor Umbau Villa Fiebelkorn)         |
| Heinrich-Wieland-Straße 4 (Standort)                                     | Villa Hoehn                                             | Zweigeschossiger Walmdachbau, Fassade mit Putzgliederung, Zwerchhäusern, farbige Jugendstilfenster, von Architekt Joseph Heldmann, bezeichnet 1909; Anbauten der Südostseite von Andreas Fischhaber für Ritter von Hoehn (General der Artillerie), 1917. | D-1-88-139-12  | Villa Hoehn                                        |
| Heinrich-Wieland-Straße 5 (Standort)                                     | Villa Gebhard                                           | Zweigeschossiger Walmdachbau mit Giebelrisalit, Erker und kurzem Querflügel mit Veranda, von Joseph Heldmann, 1909. | D-1-88-139-13  | Villa Gebhard                                      |
| Jahnstraße 51; Jahnstraße 53 (Standort)                                  | Villa Vetter                                            | Zweigeschossiger Schweifdachbau mit Säulenportikus, reduziert neuklassizistisch, von Joseph Lindner für Holzgroßhändler Heinrich Vetter, 1927; mit Ummauerung und Garage | D-1-88-139-138 | weitere Bilder                                     |
| Josef-Fischhaber-Straße 9 (Standort)                                     | Villa Mayer                                             | Dreigeschossige Villa des Hofkunstanstalts-Besitzers Franz Mayer (1848–1926) mit asymmetrischen Rundbogen-Fenstergruppen, eisernem Balkon, Hausmadonna, Steilwalmdach mit aufgesetztem Belvedere. 1897 von Emanuel von Seidl errichtet. Parkanlage, hölzerner Brunnen mit Schnitzereien, 1892. | D-1-88-139-14  | weitere Bilder                                     |
| Josef-Fischhaber-Straße 11 (Standort)                                    | Gästehaus der Villa Mayer                               | Zur Villa Mayer gehörendes ehemaliges Gäste- und Dienerschaftshaus. Zweigeschossig mit vorstehendem Steilsatteldach, reiches Zierfach- und Zierbundwerk, zum Teil mit Schnitzereien, hölzerner Balkon. 1903 von A. Vitzthum, Anbau westlich später. | D-1-88-139-15  | Gästehaus der Villa Mayer                          |
| Josef-Fischhaber-Straße 27 (Standort)                                    | Villa Thiem                                             | Ehemalige Villa des Malers Paul Thiem (1858–1922), zweigeschossiger Walmdachbau mit Mittelrisalit, Eckerkerturm und hölzernen Balkons, von Karl Lemmes, 1897. | D-1-88-139-16  | weitere Bilder                                     |
| Josef-Fischhaber-Straße 29 (Standort)                                    | Villa Böhler                                            | Zweigeschossiger Schopfwalmdachbau, Giebelrisalit in Neurenaissance-Formen, behelmter Eck-Erkerturm mit Zierfachwerk, Loggia mit gotisierender Brüstung, Wandbrunnen, eingelassene Reliefs, original erhaltenes Treppenhaus, von Ulrich Merk, 1898; nordwestlich ehemalige Stall- und Kutschergebäude, erdgeschossiger Trakt mit vorgelegten Arkaden und kurzen Kopfbauten mit Mansarddächern, gleichzeitig; Gärtnerhäuschen, eingeschossiger Satteldachbau in Holzbauweise, um 1900, zwischen Villa und Stallgebäude; mit umgebender Parkanlage. | D-1-88-139-17  | weitere Bilder                                     |
| Josef-Jägerhuber-Straße 1 (Standort)                                     | Wohnhaus Bachschmied Gütl, Altbäck, Jägerhuber Haus     | Langgestreckter zweigeschossiger Satteldachbau mit Gauben, verputzt, im Kern 18./frühes 19. Jahrhundert, Ausbau um 1865. | D-1-88-139-18  | WohnhausBachschmied Gütl, Altbäck, Jägerhuber Haus |
| Josef-Jägerhuber-Straße 9 (Standort)                                     | Wohnhaus Schüler-Haus                                   | Teil eines Eckbaus, barockisierende Fassade, 1908 von Oskar Schüler; vgl. Josef-Jägerhuber-Straße 11 und Leutstettener Straße 1. | D-1-88-139-19  | weitere Bilder                                     |
| Josef-Jägerhuber Straße 11 (Standort)                                    | Villa Schüler                                           | In drei Teile gegliederter Eckbau, zweigeschossig, Mittelteil gerundet und durch symmetrische schmale Giebelrisalite ausgezeichnet, großer Balkon, Putzdekor im geometrisierenden Jugendstil, von Oskar Schüler, 1908; vgl. Josef-Jägerhuber-Straße 9 und Leutstettener Straße 1. | D-1-88-139-20  | Villa Schüler                                      |
| Josef-Jägerhuber-Straße 13 (Standort)                                    | Ehemalige Stadtapotheke                                 | Zweigeschossiger Satteldachbau mit spätklassizistischer Putzfassade, 1835 für den Apotheker Alois Deiglmeier, Mittelrisalit mit Schweifgiebel von Andreas Fischhaber, 1899; eiserner Zaun, Ende 19. Jahrhundert. | D-1-88-139-21  | weitere Bilder                                     |
| Josef-Jägerhuber-Straße 19 (Standort)                                    | Altes Bahnwärter-Häuschen                               | Kleiner zweigeschossiger Satteldachbau mit Lisenengliederung, um 1860/1870. | D-1-88-139-139 | Altes Bahnwärter-Häuschen                          |
| Josef-Sigl-Straße 4 (Standort)                                           | Wernbergschlösschen                                     | Jetzt Bayerische Beamtenfachschule, drei erdgeschossige Mansarddach-Trakte, sternförmig angeordnet, barockisierend, erbaut für Erzherzogin Franziska von Österreich, von Franz Deininger, 1922; Pförtnerhaus, erdgeschossiger Mansarddachbau und Toreinfahrt, barockisierend, 1922; Parkanlage, 1922. | D-1-88-139-22  | weitere Bilder                                     |
| Kaiser-Wilhelm-Straße 3 (Standort)                                       | Landhaus Hörner                                         | Dreigeschossiger Bau mit weit vorstehendem Flachsatteldach und umlaufenden hölzernen Balkonen, von Andreas Fischhaber, 1894. | D-1-88-139-140 | Landhaus Hörner                                    |
| Kaiser-Wilhelm-Straße 13 (Standort)                                      | Villa Grad                                              | Dreigeschossiger Walmdachbau mit seitlichem Giebelrisalit, reicher neubarocker Fassadendekoration und eisernen Balkonen, von Mathias Wannerstorfer, 1902/1903. | D-1-88-139-23  | weitere Bilder                                     |
| Kaiser-Wilhelm-Straße 16 (Standort)                                      | Evangelisch-lutherische Pfarrkirche                     | Saalbau in neuromanischen Formen, mit Spitzturm. Erbaut 1875, Umbau nach Plänen von Karl Klumpp 1892. (Zur Geschichte der Kirche) | D-1-88-139-24  | weitere Bilder                                     |
| Kirchplatz 1 (Standort)                                                  | Kirche St. Maria                                        | Katholische Pfarrkirche, dreischiffig mit Backsteinpfeilern, von Michael Kurz, 1931/1932; mit Ausstattung. (Zur Geschichte der Kirche) | D-1-88-139-70  | weitere Bilder                                     |
| Leopoldstraße 1 (Standort)                                               | Villa Kegel                                             | Zweigeschossiger Zeltdachbau mit exedraartigem Vorbau, reduziert-historisierend, 1912. | D-1-88-139-141 | weitere Bilder                                     |
| Leopoldstraße 4 (Standort)                                               | Villa Grundner                                          | Zweigeschossiger Kreuzgiebelbau mit Flachsatteldächern und Zwerchhaus, Zierfachwerk und Balkonvorbau, 1889 erbaut für Premierlieutenant Christian Ritter von Grundner, grundlegend überformt und erweitert von Andreas Fischhaber, 1901. | D-1-88-139-142 | Villa Grundner                                     |
| Leutstettener Straße 1 (Standort)                                        | Schüler Haus                                            | Teil eines Eckbaus, stark erneuert, 1908; vgl. Josef-Jägerhuber-Straße 9 und 11. | D-1-88-139-25  | Schüler Haus                                       |
| Ludwigstraße 7 (Standort)                                                | Handwerkerhaus                                          | Haus der Dachdecker, eineinhalbgeschossiger Satteldachbau mit Zwerchhaus, vollständig mit Naturverschieferung, 1913/1914. | D-1-88-139-143 | Handwerkerhaus                                     |
| Mathildenstraße 12 (Standort)                                            | Villa Eichthal                                          | Eingeschossiger Mansarddachbau mit bogenförmigem Mittelrisalit mit geschweiftem Steilgiebel-Abschluss und vorgelagerter Terrasse, in Formen des barockisierenden Heimatstils, erbaut für Baronin von Eichthal, von Franz Zell (München), 1909; Relief an der Nordseite. | D-1-88-139-29  | Villa Eichthal                                     |
| Max-Emanuel-Straße 23 (Standort)                                         | Villa Helmerding                                        | Eingeschossiger Mansardwalmdachbau mit ehemaliger offener Loggia, im Reformstil, für den Schauspieler Fritz Helmerding errichtet, von Baumeister Andreas Fischhaber, 1912. | D-1-88-139-162 | Villa Helmerding                                   |
| Max-Emanuel-Straße 25 (Standort)                                         | Villa Seibt                                             | Eingeschossiger Walmdachbau mit bogenförmigem, behelmten Mittelrisalit, Dächer verschiefert, barockisierend, 1925; Gartenanlage. | D-1-88-139-30  | Villa Seibt                                        |
| Max-Emanuel-Straße 27 (Standort)                                         | Villa Graf Korff-Schmising                              | Eingeschossiger Mansardwalmdachbau mit offener Loggia, im Reformstil, von Andreas Fischhaber, 1924; Remise mit Gartenhäuschen, gleichzeitig. | D-1-88-139-31  | Villa Graf Korff-Schmising                         |
| Maximilianstraße 1 (Standort)                                            | Pensionsvilla und Geschäftshaus Schindler Haus          | Dreigeschossig, mit vorstehendem Steilwalmdach, Eck-Erkerturm mit Haube, Giebelrisalit mit Balkons, Neurenaissance-Fassadengliederung, 1895 von Maurermeister Michael Mayr für den Korbwarenfabrikanten Heinrich Stamm erbaut. Der Hofkoch von König Ludwig II., Theodor Hierneis, eröffnete hier 1906 ein Feinkostgeschäft. | D-1-88-139-32  | weitere Bilder                                     |
| Maximilianstraße 3 (Standort)                                            | Villa Sigl                                              | Zweigeschossiger Schopfwalmdachbau mit Zwerchhausrisalit, Zierfachwerk und Balkons mit Laubsägearbeit, von Andreas Fischhaber für den Gastwirt Josef Sigl, 1895. | D-1-88-139-33  | weitere Bilder                                     |
| Maximilianstraße 5 (Standort)                                            | Villa Schad                                             | Dreigeschossiger Walmdachbau mit seitlichem Treppenturm, hölzernem Balkon und Zierbundwerk, von Michael Mayr für den Dekorationsmaler Karl Schad, 1891. | D-1-88-139-34  | Villa Schad                                        |
| Maximilianstraße 7 (Standort)                                            | Stadtvilla                                              | Zweigeschossig, mit vorstehendem Steilwalmdach und Zierfachwerk in der Dachzone, eingestellter Eck-Erkerturm mit Helm, Giebelrisalite, hölzerne Balkons, von Maurermeister Michael Mayr, 1894; mit Einfriedung. | D-1-88-139-35  | Stadtvilla                                         |
| Maximilianstraße 9 (Standort)                                            | Stadtvilla                                              | Zweigeschossiger Krüppelwalmdachbau mit Eckerker-Ausbauten, dazwischen eingespannte Balkone, Giebel vorgezogen mit großer Balkonnische, Fassaden-Stuckdekor im sachlichen Jugendstil, von Andreas Fischhaber, 1911. | D-1-88-139-36  | Stadtvilla                                         |
| Maximilianstraße 16 (Standort)                                           | Villa Heiß                                              | Zweigeschossiger Flachsatteldachbau mit asymmetrischem Giebelrisalit, spätklassizistische Wandgliederung, 1878. Erbaut für den Arzt Dr. Heinrich Heiß. | D-1-88-139-37  | Villa Heiß                                         |
| Max-Josefs-Höhe 1 (Standort)                                             | Villa Riedesel                                          | Zweigeschossiger Satteldachbau mit umlaufenden Balkons im Schweizerstil, 1869, Aufstockung 1897; beigestellter freistehender Rundturm; mit Parkanlage. | D-1-88-139-161 | BW                                                 |
| Mühlbergstraße 20 (Standort)                                             | Villa Rettenberger                                      | Zweigeschossiger Satteldachbau mit verglaster Veranda über offener Loggia und Hochbalkon, im Reformstil, vor 1909. | D-1-88-139-145 | Villa Rettenberger                                 |
| Oberer Seeweg 27 (Standort)                                              | Villa                                                   | erdgeschossiger Schopfwalmdachbau auf hohem Sockelgeschoss, mit Mezzanin, Zwerchhaus, Bodenerker und giebelseitiger Loggia mit umlaufender Freitreppe, um 1903 | D-1-88-139-220 | weitere Bilder                                     |
| Ostheimerweg 2 (Standort)                                                | Ehemaliges Benefiziatenhaus                             | Eingeschossiger Schopfwalmdachbau mit Zwerchhaus, von Otto Gaßner für das Prinz-Karl-Messbenifizium, 1922/1923. | D-1-88-139-157 | Ehemaliges Benefiziatenhaus                        |
| Ottostraße 1c (Standort)                                                 | Villa Buchsbaum                                         | Zweigeschossig, mit Erkerturm, Treppenturm, Giebel mit Zierbundwerk, verschindelter Dachzone; von Andreas Vitzthum für den Münchner Bankdirektor Ludwig Buchsbaum, 1895, Erweiterung 1906; ehemalige Kutschenremise, zweigeschossig mit Walmdach, Bund- und Zierfachwerk, zeitgleich; schmiedeeisernes Einfahrtstor, zeitgleich. | D-1-88-139-39  | weitere Bilder                                     |
| Ottostraße 3 (Standort)                                                  | Villa von Hoessle / Villa Volkhardt                     | Zweigeschossiger Satteldachbau mit zwei Giebeln, Eckerker und hölzernen Balkons, 1896 für Heinrich von Hoessle, erweitert 1907 und 1913; mit Toreinfahrt und Parkanlage. | D-1-88-139-158 | weitere Bilder                                     |
| Ottostraße 5 (Standort)                                                  | Landhaus                                                | Zweigeschossiger Putzbau mit Flachsatteldach, Zwerchgiebel und hölzernen Balkons, 1896. | D-1-88-139-159 | BW                                                 |
| Possenhofener Straße 5a (Standort)                                       | Lochmannhaus                                            | Ehemaliger Herrensitz und Bauernhaus, seit 1912 Heimatmuseum, Blockbau mit Laube und Flachsatteldach, Kapellenbau nachträglich eingefügt, 1691/1693 (dendrochronologisch datiert). (Zur Geschichte des Hauses) | D-1-88-139-40  | weitere Bilder                                     |
| Possenhofener Straße 5b (Standort)                                       | Ehemaliges Fischerhaus                                  | Zweigeschossiger Blockbau mit umlaufender Laube und Flachsatteldach, 1706, 1912 aus Pischetsried hierher übertragen | D-1-88-139-168 | Ehemaliges Fischerhaus                             |
| Possenhofener Straße 19 (Standort)                                       | Villa Mussinan                                          | Zweigeschossiger Flachsatteldachbau mit Mezzanin, Neurenaissance-Wandgliederung, große verglaste Veranda zum See, 1877. | D-1-88-139-41  | Villa Mussinan                                     |
| Possenhofener Straße 67 (Standort)                                       | Münchner Yacht-Club                                     | Ehemalige Villa Holz-Göß, seit 1918 Münchner Yacht-Club, zweigeschossiger Satteldachbau mit umlaufendem Balkon und Hochlaube, 1864, zum See Terrassenanbau von 1899 (Umbau 1950er Jahre); Bootshaus, hölzerner Flachsatteldachbau mit erdgeschossigen Seitenflügeln, offene Arkaden zum See, um 1918 (Am 6. November 2015 abgebrannt.) | D-1-88-139-160 | Münchner Yacht-Club                                |
| Possenhofener Straße 70 (Standort)                                       | Villa Patzig                                            | Zweigeschossiger Satteldachbau mit Zwerchhausrisaliten und offenen Erdgeschossarkaden, von Anton Hatzl, 1920; mit Remise. | D-1-88-139-155 | weitere Bilder                                     |
| Possenhofener Straße 83 (Standort)                                       | Villa Sicherer                                          | Zweigeschossiger Satteldachbau mit Zwerchgiebel und Hochlaube auf der Seeseite, von Architekt L. Ritzhaupt, 1911. | D-1-88-139-156 | weitere Bilder                                     |
| Possenhofener Straße 90, 92 (Standort)                                   | Sog. Spatzenhof, ehem. Gutshof                          | ehem. Verwaltergebäude, erst Einfirsthof, von Mathäus Wannerstorfer, 1867, dann Umbau zum Landhaus, zweigeschossiger Satteldachbau mit Putzgliederung und Lauben, 1921, eingeschossiger Gartensaal, von Erdmann Hartig, 1923, und eingeschossige Garderobe, um 1930; am Landhaus Terrasse mit Eisengeländer, 19. Jh.; Nebengebäude, eingeschossig, Wiederaufbau nach Brand mit Walmdach, übergiebeltem Mittelrisalit und Giebelreiter, von Hans Noris, 1936.                                                                                      | D-1-88-139-177 | weitere Bilder                                     |
| Possenhofener Straße 95/101/101 a (Standort)                             | Villa Simmerl                                           | Zweigeschossiger Satteldachbau mit fünfeckigem Belvedere-Turm zum See, rückwärts Treppenturm, spätklassizistische Wandgliederung, um 1855; nördlich ehemaliges Kutscherhaus, gemauert, mit Giebelverschalung; hölzernes Bootshaus mit Anlegestelle und Mole, um 1920; Park mit Weganlage und Gartenpavillon, um 1855. | D-1-88-139-42  | weitere Bilder                                     |
| Prinzenweg 13 (Standort)                                                 | Villa Dr. Kornmann                                      | Zweigeschossiger Walmdachbau im italienischen Stil mit Monumentalordnung und Dachbelvedere, 1878; mit Dekorationsmalerei im Inneren. | D-1-88-139-43  | Villa Dr. Kornmann                                 |
| Prinzenweg 23 (Standort)                                                 | Landhaus Schreiber                                      | Zweigeschossiger Flachsatteldach mit Eckerker, hölzernen Galerien und verbretterter Giebellaube, im Heimatstil, von Leopold Keil (München), 1922. | D-1-88-139-44  | weitere Bilder                                     |
| Riedener Weg 39 (Standort)                                               | Villa                                                   | eingeschossiger malerischer Gruppenbau unter Halbwalmdächern mit Freitreppen, Laube, Standerker und Fußwalm, im Reformstil von Ludwig Stadler und Julius Necker, 1904. | D-1-88-139-219 | weitere Bilder                                     |
| Ringstraße 10 (Standort)                                                 | Villa Ende                                              | Eingeschossiger Zweiflügelbau mit Mansardwalmdach, barockisierend, von Ernst Zeh, 1923; mit Garteneinfriedung. | D-1-88-139-153 | weitere Bilder                                     |
| Schießstättstraße 13 (Standort)                                          | Bungalow                                                | erdgeschossiger, verputzter Mauerwerksbau mit vorkragendem Flachdach und ehem. Garagenuntergeschoss nach Osten, Sep Ruf, 1955/56. | D-1-88-139-201 | weitere Bilder                                     |
| Schießstättstraße 14 (Standort)                                          | Villa Aurora                                            | Zweigeschossiger Flachwalmdachbau mit Säulenportikus zum Park und vorgelegter Terrasse, seitlicher Anbau mit Terrassenbalkon, in neuklassizistischen Formen, 1922; mit Parkanlage. | D-1-88-139-45  | Villa Aurora                                       |
| Schiffhüttenweg (Standort)                                               | Bucentaurus-Stadel                                      | Bootshaus, Holzbau, 1803 für das Leibschiff Carolina erbaut. Standort und Form vom ehemaligen Bucentaur-Stadel übernommen. (Zur Geschichte der Schiffshütte) | D-1-88-139-27  | weitere Bilder                                     |
| Schiffhüttenweg 14 (Standort)                                            | Altes Schiffsmeisterhaus                                | Verschalter zweigeschossiger Blockbau mit Steilsatteldach, 1724. | D-1-88-139-28  | weitere Bilder                                     |
| Schloßbergstraße (Standort)                                              | Viadukt über den Schlossgraben                          | Drei Backsteinbögen, wohl noch 18. Jahrhundert. Schlossgraben, mittelalterlich. | D-1-88-139-50  | Viadukt über den Schlossgraben                     |
| Schloßbergstraße (Standort)                                              | Schlossgarten                                           | Wohl 16. Jahrhundert, mit hoher Ummauerung und Wasserturm. (Zur Geschichte des Schlossgartens) | D-1-88-139-51  | weitere Bilder                                     |
| Schloßbergstraße 1; Tutzinger-Hof-Platz 7 (Standort)                     | Gasthaus Tutzinger Hof                                  | Erdgeschoss der ehemaligen Hoftaverne, mehrere Räume mit Kreuzgrat- bzw. Tonnengewölbe, im nordöstlichen Raum über Rotmarmorsäule, wohl 15. Jahrhundert; Kachelofen im nordöstlichen Nebenzimmer, Ende 19. Jahrhundert. (Zur Geschichte des Hauses) | D-1-88-139-151 | Gasthaus Tutzinger Hof                             |
| Schloßbergstraße 3 (Standort)                                            | Kirche St. Josef                                        | Alte katholische Pfarrkirche, barocker Neubau, geweiht 1770, nach Plänen von Leonhard Matthäus Gießl; mit Ausstattung; alter Starnberger Friedhof, um 1770, ummauert, Grabdenkmal Dr. Michael von Hastreiter, nach 1877. | D-1-88-139-46  | weitere Bilder                                     |
| Schloßbergstraße 4 (Standort)                                            | Landrichterhaus                                         | Eingeschossiger Mansarddachbau, modern bezeichnet 1783, durch Andreas Vitzthum Ausbau zur neubarocken Villa mit zweigeschossigem Anbau, 1904. (Zur Geschichte des Hauses) | D-1-88-139-47  | Landrichterhaus                                    |
| Schloßbergstraße 12 (Standort)                                           | Schloss Starnberg                                       | Jetzt Finanzamt, 1244 als Burg erwähnt, seit 1356 landesherrlich, im 15./16. Jahrhundert Ausbau zur bestehenden Vierflügelanlage mit Steilgiebeln; Stützmauer entlang der nordöstlichen Auffahrt. | D-1-88-139-48  | weitere Bilder                                     |
| Seepromenade (Standort)                                                  | Bayerischer Löwe                                        | Heckfigur vom ehemaligen Dampfschiff „Bavaria“, um 1878 von Lorenz Gedon. Nach 1919 an der Seepromenade aufgestellt. | D-1-88-139-52  | weitere Bilder                                     |
| Siebenquellenweg 6 (Standort)                                            | Ehemaliges Fischwärterhaus                              | Fischerhaus der Bayerischen Landesanstalt für Fischerei, zweigeschossiger Satteldachbau, Obergeschoss mit Zierfachwerk, 1881; mit Fischbruthaus, von Haubenschmied, 1898; mit Weiheranlage, 1898. | D-1-88-139-154 | weitere Bilder                                     |
| Söckinger Straße 11 (Standort)                                           | Haus Weise                                              | Wohnhaus des Malers Robert Weise, neuklassizistischer, zweigeschossiger Satteldachbau von 1893 für Schiffskapitän Josef Doll, später für Weise nach Westen erweitert. | D-1-88-139-150 | Haus Weise                                         |
| Söckinger Straße 15 (Standort)                                           | Haus Mathauss                                           | Zweigeschossiger Satteldachbau mit Giebelrisalit, eisernem Balkon und Neurenaissance-Fassadengliederung, erbaut 1892 für Karl Koch, Erhöhung um ein Geschoss und Aufsetzen eines Zwerchgiebels, von Oskar Schüler für Friedrich Mathauss, 1911. | D-1-88-139-53  | Haus Mathauss                                      |
| Söckinger Straße 27 (Standort)                                           | Villa Kirner                                            | Zweigeschossiger Flachsatteldachbau mit Mezzanin, reiche Neurenaissance-Putzgliederung, 1875 für den Färber Josef Kirner; Nebengebäude, eingeschossiger Satteldachbau, gleichzeitig. | D-1-88-139-54  | Villa Kirner                                       |
| Theresienstraße 5 (Standort)                                             | Villa Harffen                                           | Eingeschossiger Mansarddachbau auf hohem Sockelgeschoss, mit reicher Neurenaissance-Gliederung, von Andreas Fischhaber, 1891. | D-1-88-139-55  | Villa Harffen                                      |
| Theresienstraße 8 (Standort)                                             | Haus von Halbig                                         | Zweigeschossiger Flachsatteldachbau mit hervortretendem Ostgiebel, im Obergeschoss Fenstererker, um Mitte 19. Jahrhundert; fünf Hausfiguren auf Konsolen, von Johann von Halbig; nordwestlich Gartenhäuschen, pavillonartig, Mitte 19. Jahrhundert | D-1-88-139-56  | weitere Bilder                                     |
| Tutzinger-Hof-Platz 3 (Standort)                                         | Obermayr-Haus                                           | Wohn- und Geschäftshaus, zweigeschossiger Steilsatteldachbau mit Erker im 1. Obergeschoss, 1892, Fassadenbemalung erneuert 1912; seitlich schindelgedeckter Torbogen. | D-1-88-139-57  | weitere Bilder                                     |
| Unterer Seeweg 1 (Standort)                                              | Villa Peuker                                            | Ehemals Villa von der Tann, zweigeschossiger vornehmer Mansarddachbau, 1870, Umbau 1919 von Hans Noris unter Anfügung des Gartensaals zum See; mit Parkanlage. | D-1-88-139-58  | weitere Bilder                                     |
| Unterer Seeweg 4 (Standort)                                              | Villa Seehaus                                           | Seehaus für Julius Böhler jun., erdgeschossiger Holzbau auf Bruchsteinsockel, abgestuftes Walmdach, vorstehend über Holzstützen, 1919 von Hans Noris erbaut; mit Parkanlage. | D-1-88-139-59  | Villa Seehaus                                      |
| Vogelanger 6 (Standort)                                                  | Haus Freville / Haus Weiß                               | Zweigeschossiger Satteldachbau mit vorkragendem Zwerchgiebel auf hölzernen Konsolen mit gesägtem Ziergitter, darüber Brüstung, uetwa 1830 von Maurermeister Kemle , Altane jünger; Gartentor, schmiedeeisernes Ziergitter. 1843 übernahm es der Kunstmaler de Freville, 1861 der Universitätsbuchdrucker Johann Georg Weiß. | D-1-88-139-131 | Haus Freville / Haus Weiß                          |
| Vogelanger 17 (Standort)                                                 | Ehem. Handwerkerhaus                                    | zweigeschossiges Flachsatteldachgebäude mit hohem Kniestock und Giebellaube, auf der Gartenseite hölzerner Laubenrisalit mit Giebeldach und Schleierbrettern, von Philipp Doll, 1842, Kniestock, Giebellaube und Risalit, 1882 | D-1-88-139-166 | weitere Bilder                                     |
| Von-der-Tann-Straße 3 (Standort)                                         | Villa Burger                                            | Zweigeschossiger Schopfwalmdachbau, Mittelrisalit mit turmartigem Erker, historistische Putzgliederung mit Zierfachwerk, farbige Jugendstil-Fensterscheiben, von Andreas Fischhaber, 1902. | D-1-88-139-60  | Villa Burger                                       |
| Vordermühlstraße 1 (Standort)                                            | Wohnhaus                                                | Kleiner zweigeschossiger Satteldachbau, Mitte 19. Jahrhundert, im Kern älter. | D-1-88-139-148 | Wohnhaus                                           |
| Vordermühlstraße 3 (Standort)                                            | Ehemaliges Amtsgerichtsgefängnis                        | Langgestreckter zweigeschossiger Krüppelwalmdachbau, als Fronfeste 1538 genannt, Putzgliederung der Fassaden Ende 19. Jahrhundert. | D-1-88-139-61  | weitere Bilder                                     |
| Weilheimer Straße 4 (Standort)                                           | Katholischer Pfarrhof                                   | Langgestreckter zweigeschossiger Satteldachbau, verputzt, Giebel mit Aufzugsluke, 1781 von Jörg Zwerger erbaut; Ökonomieteil modern umgebaut. | D-1-88-139-62  | Katholischer Pfarrhof                              |
| Weilheimer Straße 6 (Standort)                                           | Villa Linprun                                           | Später Villa Thomas, dreigeschossige Anlage, zweiflügelig, im italienischen Stil mit Flachwalmdächern, gotisierende Putzfriese, um 1840, für Adolf von Hildebrand 1893 von Emanuel von Seidl umgebaut. mit Parkanlage. | D-1-88-139-63  | weitere Bilder                                     |
| Weilheimer Straße 11 (Standort)                                          | Villa Almeida                                           | Neubau für Freifrau von Bayrstorff durch Franz Xaver Eichheim am Platz der ehemaligen Georgskirche, 1832; klassizistische zweigeschossige Anlage mit Flachwalmdach und Risaliten; seitliche Anbauten später; mit Parkanlage und Toreinfahrt; Gartenhäuschen im Rundbogenstil. (Zur Geschichte des Hauses) | D-1-88-139-64  | weitere Bilder                                     |
| Weilheimer Straße 13 (Standort)                                          | Bedienstetengebäude                                     | Ehemaliges Bedienstetengebäude der Villa Almeida. Kernbau wohl um Mitte 19. Jahrhundert, Erweiterung zur zweigeschossigen Anlage mit Mezzaningeschoss, kräftiger Putzgliederung und flachem Giebelrisalit von Ludwig Deiglmayr, 1897; schmiedeeiserne Einfriedung gleichzeitig. | D-1-88-139-65  | weitere Bilder                                     |
| Wilhelmshöhen-straße 8 (Standort)                                        | Landhaus Ultsch                                         | Zweigeschossiger Satteldachbau mit behelmtem Belvedere-Turm, von Andreas Fischhaber, 1895. | D-1-88-139-66  | weitere Bilder                                     |
| Wilhelmshöhen-straße 32 (Standort)                                       | Landhaus Thieme                                         | Zweigeschossiger Flachsatteldachbau mit hölzerner Galerie, verbretterter Giebellaube und Bemalung, im Heimatstil, von Friedrich von Thiersch, 1905. | D-1-88-139-67  | Landhaus Thieme                                    |
| Wilhelmshöhen-straße 34 (Standort)                                       | Villa Förster                                           | Eineinhalbgeschossiger Flachsatteldachbau über hohem Sockel, mit hölzerner Galerie, verbretterter Giebellaube und Bemalung, im Heimatstil, von Friedrich von Thiersch, 1905. | D-1-88-139-149 | Villa Förster                                      |
| Wilhelmshöhen-straße 36 (Standort)                                       | Villa Rabe                                              | Eingeschossiger Mansardwalmdachbau mit Giebelrisalit und seitlichen Zwerchhäusern, um 1923; mit Gartenanlage. | D-1-88-139-68  | Villa Rabe                                         |
| Wilhelmshöhen-straße 43 (Standort)                                       | Musterhaus                                              | Musterhaus der Landwirtschaftsausstellung München 1905, Blockbau in der Art eines oberbayerischen Bauernhauses, zweigeschossiger Satteldachbau mit Hoch- und Giebellaube sowie reicher Bemalung, von August Thiersch, nach 1905 hier aufgestellt und erweitert. | D-1-88-139-69  | weitere Bilder                                     |
| Wittelsbacher Straße 16 (Standort)                                       | Büro- und Verwaltungsgebäude                            | Verwaltungsgebäude der Allgemeinen Ortskrankenkasse, breit gelagerter, zweigeschossiger Walmdachbau mit Ziergiebel und polygonalen Erkern, reich gestaltete Westfassade, von Hans Kunz, 1929. | D-1-88-139-71  | Büro- und Verwaltungsgebäude                       |

### Hadorf
| Lage                         | Objekt                         | Beschreibung                                                                           | Akten-Nr.     | Bild           |
| ---------------------------- | ------------------------------ | -------------------------------------------------------------------------------------- | ------------- | -------------- |
| Dorfstraße 24 (Standort)     | Kirche St. Johannes der Täufer | Katholische Filialkirche, spätgotisch, Ausbau im 17./18. Jahrhundert; mit Ausstattung. | D-1-88-139-74 | weitere Bilder |
| Höchenrainer Feld (Standort) | Wegkapelle                     | Kapellenbildstock mit Pultdach, wohl 18. Jahrhundert.                                  | D-1-88-139-77 | Wegkapelle     |
| Perchtinger Feld (Standort)  | Wegkapelle                     | Kapellenbildstock mit Pultdach, wohl 18. Jahrhundert.                                  | D-1-88-139-76 | Wegkapelle     |

### Heimathshausen
| Lage                                               | Objekt                | Beschreibung | Akten-Nr.      | Bild           |
| -------------------------------------------------- | --------------------- | --- | -------------- | -------------- |
| Heimathshausen 1 (Standort)                        | Ehemaliges Gutshaus   | Wohnteil eines ehemaligen Gutshauses, zweigeschossiger Putzbau mit vorstehendem Satteldach, Galerie an der Südseite, wohl 17. Jahrhundert. | D-1-88-139-79  | weitere Bilder |
| Heimathshausen 1 a; Heimathshausen 1 b. (Standort) | Gestüt Heimathshausen | Dreiflüglige, nach Südosten geöffnete Anlage mit zweigeschossigen Kopfbauten, im alpenländischen Heimatschutzstil, wohl von Karl Meitinger, 1939/40; axial zuführende Allee, um 1940; Speicherbau, zweigeschossiger Satteldachbau, im alpenländischen Heimatschutzstil, wohl 1942/43. | D-1-88-139-181 | weitere Bilder |

### Landstetten
| Lage                           | Objekt                               | Beschreibung | Akten-Nr.     | Bild           |
| ------------------------------ | ------------------------------------ | --- | ------------- | -------------- |
| St.-Jakob-Straße 5 (Standort)  | Katholische Filialkirche St. Jakobus | kleiner Rokokobau, 1768 von Leonhard Matthäus Gießl errichtet. | D-1-88-139-80 | weitere Bilder |
| St.-Jakob-Straße 10 (Standort) | Bauernhaus                           | Wohnstallstadelhaus mit Stubenstock in Blockbauweise und Söller, 1685 (dendrochronologisch datiert), Umbau 1816 (dendrochronologisch datiert), 1834 (dendrochronologisch datiert) und spätes 19./frühes 20. Jahrhundert. | D-1-88-139-81 | Bauernhaus     |

### Leutstetten
| Lage                                | Objekt              | Beschreibung | Akten-Nr.     | Bild            |
| ----------------------------------- | ------------------- | --- | ------------- | --------------- |
| Altostraße (Standort)               | Kirche St. Alto     | Katholische Kirche, spätgotische Anlage, Ausbau im 17./18. Jahrhundert, mit ummauertem Friedhof. Grabstein Cammerer, um 1900, von Ignaz Taschner. | D-1-88-139-82 | weitere Bilder  |
| Altostraße 18 (Standort)            | Wohnhaus            | Zweigeschossiger, biedermeierlicher Satteldachbau, über dem Eingang Reliefdarstellung der Heiligen Familie, 2. Drittel 19. Jahrhundert. | D-1-88-139-86 | weitere Bilder  |
| An der Karlsburg 1 (Standort)       | Kleinbauernhaus     | Wohnteil eines Kleinbauernhauses, zweigeschossiger Flachsatteldachbau, verputzt, 18./frühes 19. Jahrhundert. | D-1-88-139-84 | Kleinbauernhaus |
| Wangener Straße 2, 4, 14 (Standort) | Schloss Leutstetten | Dreigeschossiger Satteldachbau, Südfront mit Ecktürmen, errichtet 1565, An- und Umbauten von Carl Sattler, 1936–38; mit Ausstattung; ehemaliges Patrimonialgerichtsgefängnis, 18. Jahrhundert; Nebengebäude, frühes 19. Jahrhundert; Terrassen- und Gartenarchitektur, 18./frühes 19. Jahrhundert; Schlosspark im englischen Stil; Brunnen zur Erinnerung an König Ludwig III. und Königin Marie Therese, von Georgii, 1918. | D-1-88-139-83 | weitere Bilder  |
| Wangener Straße 19 (Standort)       | Samerhof            | Sogenanntes Hofgut Leutstetten, zweigeschossiger Satteldachbau, im Kern 19. Jahrhundert, südlich erweitert und ausgebaut für Prinz Ludwig von Bayern durch Emanuel von Seidl, 1908, im barockisierenden Heimatstil. | D-1-88-139-87 | Samerhof        |

### Mühlthal
| Lage                    | Objekt                      | Beschreibung | Akten-Nr.               | Bild                     |
| ----------------------- | --------------------------- | --- | ----------------------- | ------------------------ |
| Mühlthal 119 (Standort) | Streckenwärterhaus          | Zweigeschossiger Putzbau mit Flachsatteldach, um 1854.                                                                                               | D-1-88-139-94           | Streckenwärterhaus       |
| Mühlthal 121 (Standort) | Haus zum Kapeller           | Ehemaliger Eremitensitz, dann königliches Oberjägerhaus. Zweigeschossiger Rundbau mit Helm, 1736, angeschlossen Flügelbau, um 1850.                  | D-1-88-139-91           | weitere Bilder           |
| Mühlthal 122 (Standort) | Ehemaliges Schusterhäusl    | Eingeschossiger Satteldachbau, 1826. | D-1-88-139-92           | Ehemaliges Schusterhäusl |
| Mühlthal 123 (Standort) | Mühle                       | Historischer Teil; zweigeschossiger Putzbau mit Gliederungen, mittelsteiles vorkragendes Satteldach, viertes Viertel 19. Jahrhundert, im Kern älter. | D-1-88-139-93           | Mühle                    |
| Mühlthal 123 (Standort) | Pumpenhaus                  | 1890/92; mit technischer Ausstattung (zwei Kolbenpumpen bezeichnet „Maschinenfabrik Augsburg 1898“).                                                 | D-1-88-139-93 zugehörig | Pumpenhaus               |
| Mühlthal 129 (Standort) | Ehemaliger Bahnhof Mühlthal | Empfangsgebäude, zweigeschossiger Flachwalmdachbau mit offenem Umgang über eisernen Stützen auf drei Seiten, um 1854.                                | D-1-88-139-90           | weitere Bilder           |

### Percha
| Lage                              | Objekt                                | Beschreibung | Akten-Nr.      | Bild                |
| --------------------------------- | ------------------------------------- | --- | -------------- | ------------------- |
| Buchhofstraße (Standort)          | Dorfschmiede                          | Erdgeschossiger verputzter Satteldachbau, Mitte 19. Jahrhundert.                                                                        | D-1-88-139-96  | Dorfschmiede        |
| Haarkirchener Straße 7 (Standort) | Altenheim St. Josef                   | Um Höfe angeordnete, reich gegliederte Anlage mit integrierter Kirche St. Bonaventura, im Heimatschutzstil, von Architekt Wagner, 1935. | D-1-88-139-97  | Altenheim St. Josef |
| St.-Valentins-Weg 6 (Standort)    | Katholische Filialkirche St. Valentin | spätgotisch, Ende 15. Jahrhundert, im 19. Jahrhundert überarbeitet. Mit umliegendem ummauertem Dorffriedhof.                            | D-1-88-139-98  | weitere Bilder      |
| St.-Valentinsweg 8 (Standort)     | Wohnhaus                              | Zweigeschossiger Satteldachbau mit verputztem Blockbau-Obergeschoss, nach 1789.                                                         | D-1-88-139-99  | Wohnhaus            |
| St.-Valentinsweg 10 (Standort)    | Bauernhaus                            | Zweigeschossiger Satteldachbau mit Blockbau-Obergeschoss und Laube, nach 1789.                                                          | D-1-88-139-100 | weitere Bilder      |

### Perchting
| Lage                                               | Objekt                   | Beschreibung                                                                                               | Akten-Nr.                | Bild           |
| -------------------------------------------------- | ------------------------ | --- | ------------------------ | -------------- |
| Maurusstraße 1 (Standort)                          | Kirche Mariä Heimsuchung | Katholische Pfarrkirche, Rokokoanlage, 1774 von Balthasar Trischberger errichtet. Friedhof mit Ummauerung. | D-1-88-139-102           | weitere Bilder |
| Römerstraße 21 (Standort)                          | Bauernhaus               | Langgestreckter Mitterstallbau mit Flachsatteldach, 18. und erste Hälfte 19. Jahrhundert.                  | D-1-88-139-104           | weitere Bilder |
| Seefelder Straße 11 (Standort)                     | Kalvarienberg            | Teil 1: Offene Kapelle mit Kreuzgruppe, 1765.                                                              | D-1-88-139-105           | weitere Bilder |
| Seefelder Straße - Kreuzweg - Laichholz (Standort) | Kreuzweg                 | Teil 2: 14 Kreuzwegstationen, Eisenreliefs in steinernen Bildstöcken, Ende 19. Jahrhundert.                | D-1-88-139-105 zugehörig | weitere Bilder |

### Rieden
| Lage                | Objekt                    | Beschreibung | Akten-Nr.      | Bild           |
| ------------------- | ------------------------- | --- | -------------- | -------------- |
| Rieden (Standort)   | Kirche St. Peter und Paul | Katholische Filialkirche, im Kern spätgotische Anlage, Ausbau im 17. und 18. Jahrhundert, weitere Ausgestaltung um 1900. Friedhof unter anderem mit Grabstätten aus der bourbonischen Verwandtschaft der Wittelsbacher. | D-1-88-139-107 | weitere Bilder |
| Rieden 1 (Standort) | Gutshaus                  | Ehemaliger Propsteihof, verputzte Einfirstanlage mit Flachsatteldach, hölzernen Balkons, Giebelzier und Glockenstuhl. Um 1900 als Mustergut durch den späteren König Ludwig III. von Bayern erbaut.                     | D-1-88-139-108 | weitere Bilder |

### Söcking
| Lage                                                | Objekt                             | Beschreibung | Akten-Nr.      | Bild                      |
| --------------------------------------------------- | ---------------------------------- | --- | -------------- | ------------------------- |
| Andechser Straße 23 (Standort)                      | Villa Schaumburg                   | Herrschaftsvilla, Kernbau 1886 mit zinnenbekröntem Erkerturm an der Nordseite, Ausbau als barockisierender Langtrakt mit großen klassizisierenden Dreiecksgiebelrisaliten nach Osten und Westen durch Architekt Carl Vent, 1900, für Graf Schaumburg. Großes schmiedeeisernes Einfahrtstor im Norden. | D-1-88-139-111 | weitere Bilder            |
| Andechser Straße 25 (Standort)                      | Scheuermann-Hof                    | Ehemaliges Bauernhaus, Einfirstanlage, frühes 19. Jahrhundert, mit Erdgeschossgewölben. Ende 19. Jahrhundert Ausbau zum Ökonomiegebäude der Villa Graf Schaumburg. | D-1-88-139-112 | weitere Bilder            |
| Andechser Straße 30 (Standort)                      | Mausoleum                          | Mausoleum des Prinzen Karl von Bayern (1795–1875) auf dem Kahlenberg. Rotunde im Stil des romantischen Klassizismus, erbaut 1838/1840 für Karls Gemahlin Sophie von Bayrstorff. Grufthalle der Grafen Almeida, 1906. | D-1-88-139-110 | weitere Bilder            |
| Andechser Straße 70 (Standort)                      | Pförtner- und Gärtnerhaus          | An Eingang zu großem Park, erdgeschossig, mit Vordach über Säulen und Anbau mit Türmchen, 1913 nach Plänen von Architekt Fritz von Courten. | D-1-88-139-113 | Pförtner- und Gärtnerhaus |
| Auersberg 5b (Standort)                             | Villa Krauss                       | Zweigeschossiger Walmdachbau, an der Südwestecke Erkerturm mit Zierfachwerk und Schopfwalmhelm, an der Südseite halbrunder Terrassenvorbau, darüber im Obergeschoss malerische Laube, an den Wandflächen historisierende Malereien, 1895 nach Plänen von Eugen Drollinger. Große Parkanlage mit Gartenfiguren, Ende 19. Jahrhundert.                                                                                      | D-1-88-139-114 | weitere Bilder            |
| Bachänger (Standort)                                | Wegkapelle                         | Wegkapelle am Maisinger Bach, mit Vorjoch und geschweiftem Mansarddach, 1913. | D-1-88-139-144 | weitere Bilder            |
| Bismarckstraße (am südl. Ende) (Standort)           | Wasserwerk                         | Eingeschossiger Satteldachbau mit gegliederten Blankziegelfassaden mit neuklassizistischen Zierelementen, bezeichnet 1896. | D-1-88-139-146 | Wasserwerk                |
| Bismarckstraße 2 (Standort)                         | Kirche St. Stephan                 | Evangelisch-lutherische Kirche (ehemals katholische Pfarrkirche), Saalbau, wohl 17. Jahrhundert. 1864 umgebaut. Mit umliegendem historischem Dorffriedhof. | D-1-88-139-109 | weitere Bilder            |
| Bismarckstraße 7a (Standort)                        | Backhäuschen                       | Ehemals zu Andechser Straße 23 gehörend. Mit Treppengiebeln, Ende 19. Jahrhundert. | D-1-88-139-115 | Backhäuschen              |
| Eichenweg 5 c (Standort)                            | Gärtner- und Kutscherhaus          | Ehemaliges Gärtner- und Kutscherhaus der Villa Dziembowski, erbaut um 1910 in reduzierten Barockformen. | D-1-88-139-116 | BW                        |
| Klenzestraße 2 (Standort)                           | Villa Maria                        | Zweigeschossiger Walmdachbau in romantisch-historisierenden Formen, mit Zinnengiebel und Jugendstildetails, vom Architekten Hans Denzinger 1901 als eigene Sommervilla erbaut. | D-1-88-139-117 | weitere Bilder            |
| Maximilian-von-Dziembowski-Straße 1 (Standort)      | Villa Dziembowski                  | Herrschaftsvilla, ehemalige Villa von Dziembowski, Mansarddachbau mit doppelgeschossiger Loggia, mit Veranda und Erker, im klassizisierenden Jugendstil. 1905 vom Büro Hönig und Söldner (München) erbaut. Große Parkanlage nach englischem Stil. | D-1-88-139-118 | weitere Bilder            |
| Prinz-Karl-Straße 3; Prinz-Karl-Straße 5 (Standort) | Katholische Pfarrkirche St. Ulrich | Basilika mit flachem Satteldach als Doppelchoranlage, über niedrigen Seitenschiffen Rundfenster, vorgelagerter Turm mit spitz zulaufendem, achteckigem Helm, von Georg Werner, 1955–58; mit Ausstattung, im Ostchor Altarwand mit Schrift, von Georg Brenninger; zugehörig Pfarrhaus, eingeschossiges Atriumhaus über hohem Untergeschoss mit Satteldach.                                                                 | D-1-88-139-173 | weitere Bilder            |
| Prinz-Karl-Straße 38 (Standort)                     | Landhaus Behles                    | Eineinhalbgeschossiger Schopfwalmdachbau, zum Teil verschindelter und bemalter Blockbau, im Schweizer Heimatstil, von Eugen Behles, 1902. | D-1-88-139-119 | weitere Bilder            |
| Prinz-Karl-Straße 44 (Standort)                     | Villa von Lenbach                  | Repräsentativer Walmdachbau mit exedraartigem Vorbau an der Parkseite und symmetrischen Seitenflügeln, deren Obergeschosse als Loggien ausgebildet sind (im Nordflügel verändert). 1903 von Gabriel von Seidl für den Maler Franz von Lenbach erbaut, Ausbau bzw. Aufstockung der Seitenflügel 1906. Oktogonaler Gartenpavillon, neubarock, wohl um 1903/1906. Parkanlage, Terrassenanlagen, Gartenfiguren, um 1903/1906. | D-1-88-139-120 | weitere Bilder            |
| Prinz-Karl-Straße 46 (Standort)                     | Herrschaftsvilla                   | Walmdachbau mit asymmetrischem Giebelrisalit, Veranda und Eingangshalle gemalter Neurenaissancefries, Zierfachwerk, erbaut 1898. | D-1-88-139-121 | Herrschaftsvilla          |

### Wangen
| Lage                              | Objekt                               | Beschreibung | Akten-Nr.      | Bild           |
| --------------------------------- | ------------------------------------ | --- | -------------- | -------------- |
| Kirchenweg 3 (Standort)           | Katholische Kuratiekirche St. Ulrich | Katholische Kuratiekirche, barocker Saalbau, 1736, Turm 1908.                                                                      | D-1-88-139-124 | weitere Bilder |
| Moosanger, am Waldrand (Standort) | Kruzifix                             | Gedenkkreuz für Sophie Banzer, während der Revolutionsauseinandersetzungen 1919 getötet vermutlich durch Angehörige des Korps Epp. | D-1-88-139-88  | weitere Bilder |

### Andere Gemeindeteile
| Lage                                     | Objekt                       | Beschreibung | Akten-Nr.      | Bild              |
| ---------------------------------------- | ---------------------------- | --- | -------------- | ----------------- |
| Buchhof Buchhofstraße 1 (Standort)       | Gut Buchhof                  | Gutshaus, herrschaftlicher dreigeschossiger Neurenaissancebau mit Erkerturm, Giebelrisaliten und Belvedere. Nördlich anschließender Wohn- und Wirtschaftstrakt mit Mansarddächern. Um 1880 von Georg Hauberrisser für die Familie von Maffei erbaut. Parkanlage im englischen Stil, mit Ummauerung, Ende 19. Jahrhundert. | D-1-88-139-72  | weitere Bilder    |
| Hanfeld St.-Michael-Straße 27 (Standort) | Kirche St. Michael           | Katholische Filialkirche, Chorturmanlage 14. Jahrhundert, Schiff wohl 1674 ausgebaut und erweitert. | D-1-88-139-78  | weitere Bilder    |
| Mamhofen (Standort)                      | Kirche St. Jakob und Philipp | Katholische Filialkirche, barock, 18. Jahrhundert. | D-1-88-139-89  | weitere Bilder    |
| Neusöcking Oberer Seeweg 6 (Standort)    | Villa                        | Zweigeschossiger Schopfwalmdachbau mit Eckerker und Zierfachwerk am Obergeschoss und an den Gauben, Veranda mit Balustern, Balkone, 1923. | D-1-88-139-174 | Villa             |
| Petersbrunn (Standort)                   | Kapelle St. Peter            | Kapelle; polygonaler Dachreiter mit Zwiebelhaube, 1513 über der Quelle eines Heilbrunnens errichtet, 1738 erneuert. | D-1-88-139-106 | weitere Bilder    |
| Schorn Schorn 6 (Standort)               | Kapelle St. Maria            | Gutskapelle, barock, 1759. | D-1-88-139-164 | Kapelle St. Maria |
| Wildmoos Wildmoos 20 (Standort)          | Mooshäusl                    | Ehemalige Kantine und Schankwirtschaft für die Arbeiter im Torfstich. Erdgeschossige holzverschalte Steinkonstruktion, 1885/1890. | D-1-88-139-126 | weitere Bilder    |

## Ehemalige Baudenkmäler
In diesem Abschnitt sind Objekte aufgeführt, die früher einmal in der Denkmalliste eingetragen waren, jetzt aber nicht mehr. Objekte, die in anderem Zusammenhang also z. B. als Teil eines Baudenkmals weiter eingetragen sind, sollen hier nicht aufgeführt werden. Aktennummern in diesem Abschnitt sind ehemalige, jetzt nicht mehr gültige Aktennummern.

| Lage                                      | Objekt                    | Beschreibung | Akten-Nr.      | Bild                      |
| ----------------------------------------- | ------------------------- | --- | -------------- | ------------------------- |
| Fercha, Neufahrner Straße 73 (Standort)   | Bauernhaus                | Bauernhaus mit Blockbau-Obergeschoss, 18. Jahrhundert. |                | BW                        |
| Hadorf, Dorfstraße 17 (Standort)          | Bauernhaus                | Wohnteil quer erschlossener Putzbau, Rauputz mit Glattputzrahmen, mittelsteiles Dach, erste Hälfte 19. Jahrhundert; im Mai 1995 abgebrochen und durch einen Neubau ersetzt. |                | BW                        |
| Leutstetten, Altostraße 10 (Standort)     | Ausleger                  | Geschmiedeter Ausleger in barocken Formen. |                | Ausleger                  |
| Percha, Buchhofstraße 7 (Standort)        | Bauernhaus                | Verputzt, mit Steilsatteldach, Wirtschaftsteil verbrettert, biedermeierlich, um 1820/1830; um 1990 abgebrochen.                                                             |                | BW                        |
| Percha, St.-Valentinsweg 12 (Standort)    | Bauernhaus                | Wohnteil eines verputzten Mittertennhofes, zweigeschossiger Satteldachbau, nach 1789.                                                                                       | D-1-88-139-101 | Bauernhaus                |
| Perchting, Pöckinger Straße 1 (Standort)  | Gasthaus Wöll             | Inschrifttafel an der Fassade, Solnhofener Stein, 1781. |                | Gasthaus Wöll             |
| Starnberg, Achheimstraße 1 (Standort)     | Ehemaliges Handwerkerhaus | Zweigeschossiger Putzbau mit steilem Halbwalmdach, erstes Drittel 19. Jahrhundert.                                                                                          |                | Ehemaliges Handwerkerhaus |
| Starnberg, Ludwigstraße 2 (Standort)      | Gemälde                   | Gemälde auf der Südseite, um 1860, im Stil der Wandmalereien der Seeuferhäuser                                                                                              |                | Gemälde                   |
| Starnberg, Schloßbergstraße 16 (Standort) | Wohnhaus "Bichelmann"     | Ehemaliges Bauernhaus, zweigeschossiger Satteldachbau, erstmals erwähnt im 16. Jahrhundert.                                                                                 | D-1-88-139-49  | Wohnhaus "Bichelmann"     |
| Wangen, Wildmoosstraße 10 (Standort)      | Bauernhaus                | Bauernhaus mit verputztem Blockbau-Obergeschoss, Hochlaube und seitlichen Balkons, Ende 18. Jahrhundert.                                                                    |                | Bauernhaus                |